# Poul Levin
Poul Theodor Levin (født 17. juni 1869 i København, død 29 oktober 1929 sammesteds) var en dansk forfatter.
Levin blev student 1887, tog skoleembedseksamen 1894 og blev dr. phil. 1898. Han begyndte som litteraturhistoriker, skrev — foruden et par populære småskrifter — en Dansk Litteraturhistorie i Omrids (1894, sammen med Julius Clausen), derefter sin disputats Ovids Ungdomsdigtning (1897), en samling Essays (1899) og leverede siden, på grundlag af forelæsninger, to vægtige og velskrevne bøger over fransk litteratur i 19. århundrede: Victor Hugo (I—II, 1901—02) og Den naturalistiske Roman i Frankrig (1907). Samtidig optrådte han som kritiker, først i dagspressen, senere i Det ny Aarhundrede (1904 ff.), hvis litterære redaktør han var; fra 1910 i Tilskueren som dette tidsskrifts redaktør; i hans anmeldelser er der både poetisk følelse og kunstforstand, polemisk vid og oftest også billighed; for flere nye talenter har hans kritik banet vej. Lige fra først af har Levin endelig udfoldet en digterisk produktion. Hans skuespil var til at begynde med noget spinkle og blege (Antoinette, 1895; Sejr, 1899), men de senere (Fars Penge, 1908; Flugten til Amerika, 1914; Riber & Søn, 1915 og andre) har, uden dog at kunne slå ret igennem på teatret, ofte givet det fint tænkte, smukt følte indhold en scenisk virksom form. I den københavnske samtidsfortælling var det dog navnlig, at Levins forfattertalent efterhånden tilkæmpede sig både virkelig popularitet og kunstneriske sejre. Efter novellen Den døde By (1902) fulgte romanerne Familien i Danmark (1911), Lykkens Veje (1913), Den lykkelige Mand (1916), Den stjaalne Glæde (1917), Hjem (1919), Sønnen (1920), Løftet (1922), der fra bog til bog betegner stigende succes og stigende åndsmodenhed og kunstnerisk sikkerhed. Meget sikkert er det højere bourgeoisis åndssfære og tone truffet — særlig det lidt gammeldags og det jødiske —; ægte borgerlige følelser, der kan strejfe det filistrøse, regle familiefølelse, der kan slå over i det "kønne" og følsomme, vandt det romanlæsende publikum, medens det især er den klare og faste komposition, den samvittighedsfuldt tilkæmpede åndsfrihed, den modne, erfarne livsforståelse, der vandt de mere udviklede læsere. Levin fortsatte sine københavnske romaner med en ny bog hvert efterår (Det hemmelige Land, 1926 og flere).
Poul Levin er begravet på Vestre Kirkegård.